# Stockholms innerstad
Stockholms innerstad (formellt Inre staden i kommunal statistik) eller lokalt bara innerstaden, innerstan, ibland även bara "stan", är den centrala delen av Stockholm i motsats till Yttre staden (ytterstaden), som består av Västerort och Söderort. 
Inom Stockholms innerstad, och särskilt så i Stockholms city på nedre Norrmalm och i Gamla stan, återfinns huvuddelen av Sveriges parlamentariska och politiska institutioner, flertalet av Stockholms historiska byggnader av dignitet samt en betydande representation av landets finans- och bankverksamhet.
Betydelsen av begreppet inre eller centrala staden har förändrats med stadens expansion över tiden. Under medeltiden avsåg det området innanför stadsmurarna på Stadsholmen. Under stormaktstiden avsåg det Gamla stan ("Staden mellan broarna") och området runt Klara kyrka och Jakobs kyrka på dagens Norrmalm och området runt Maria Magdalenas kyrka på dagens Södermalm. Malmbegreppet som etablerades då betecknade områden utanför stadskärnan och med lantlig bebyggelse som malmgårdar.
Under senare delen av 1800-talet bebyggdes malmarna med flerfamiljshus i sten och hela detta område kom då att betraktas som en del av innerstaden, en uppfattning som fortfarande delvis fortlever, se snävare avgränsning nedan. Under 1900-talets expansion i form av förorter i söder och väster blev Årstaviken och Tranebergssund den naturliga gränsen för innerstaden. 
Stockholms innerstad blev 2007 det första området i Sverige där trängselskatt tas ut för bilar som passerar in och ut under vissa tider. I januari 2013 infördes ett motsvarande system för de centrala delarna av Göteborg.

## Olika avgränsningar

### Bredare avgränsning

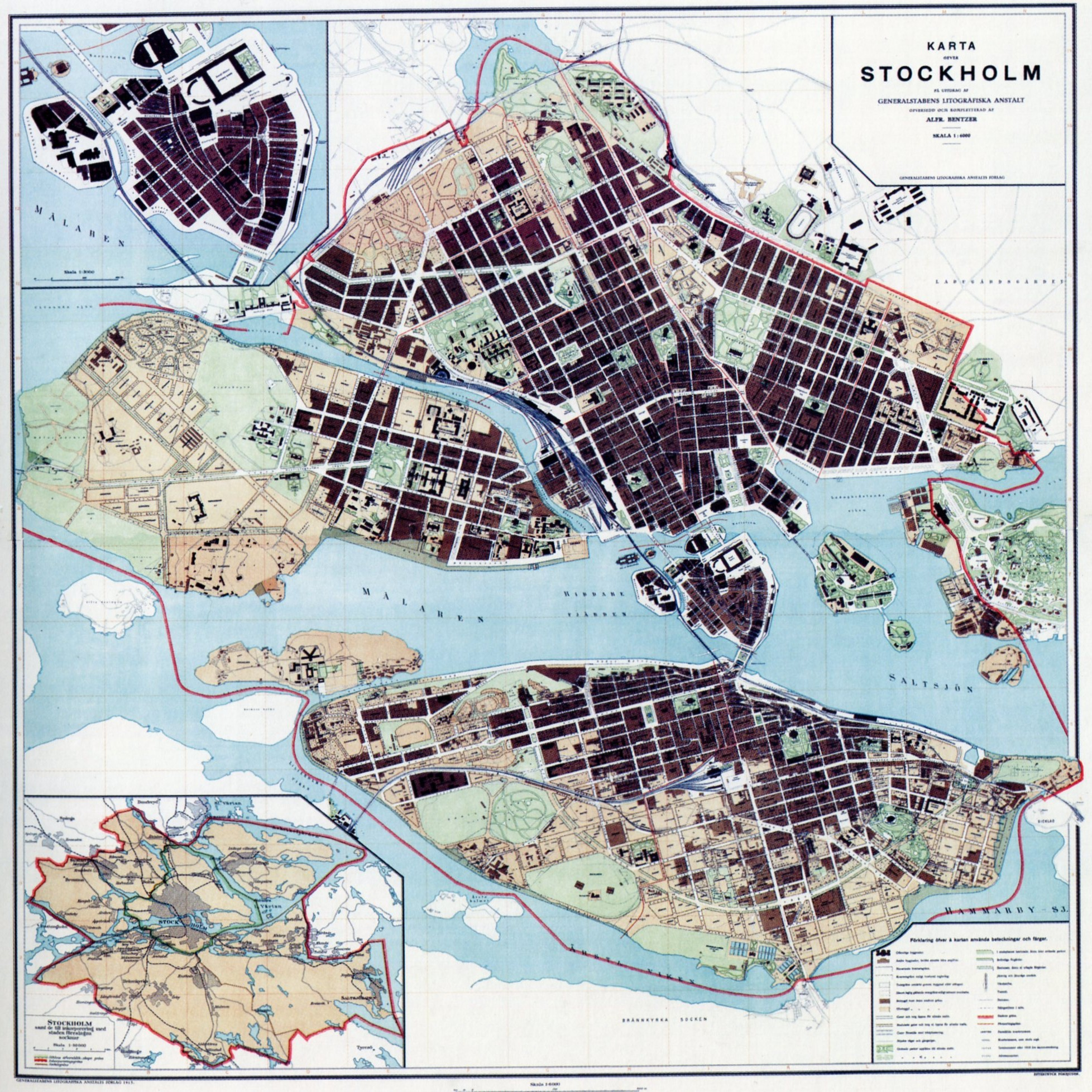
Stadsbebyggelsens utbredning inom Stockholms stad 1913, där området i mycket motsvarar den bredare betydelsen av Innerstaden. (Den mindre infällda kartan visar en tänkt framtida utsträckning av Stockholms stad.)

Innerstaden, enligt stadens definition Inre staden, avgränsas mestadels av vatten, nämligen Brunnsviken och Ålkistan (gräns mot Solna), Lilla Värtan (gräns mot Danderyd och Lidingö), Saltsjön (gräns mot Nacka), Årstaviken, Liljeholmsviken och Essingesundet (gräns mot Söderort), Essingefjärden och Tranebergssund (gräns mot Västerort) samt Ulvsundasjön och Karlbergskanalen (gräns mot Solna). Mot Solna har Innerstaden landgräns, som följer kommungränsen genom bland annat Hagastaden. Eftersom Innerstaden definieras som summan av sina distrikt ingår formellt även några stadsdelar på andra sidan vattnet, t ex stadsdelen Södra Hammarbyhamnen (Hammarby sjöstad), som överfördes till Stockholms Sofia distrikt från Söderort (stadsdelsområdet Hammarby stadsdelsområde) år 1999, samt Danviksklippan och Sickla udde.
Folkmängden i Inre staden var den 31 december 2014 335 123 invånare. Ytan uppgick den 31 december 2010 till 4 776 hektar, varav 3 577 hektar land och 1 199 hektar vatten. Befolkningstätheten var därmed 9 369 invånare/km² land. Dess högsta punkt är Henriksdalsberget, 57 meter över havet, invid gränsen till Nacka kommun.

### Staden inom tullarna
Det finns även en snävare avgränsning, som sammanfaller med det äldre begreppet Staden inom tullarna och som omfattar de delar av Innerstaden som ligger inom Stockholms gamla stadstullar. Stadstullar (eller "Lilla tullen") beslutades 1622 för svenska städer. Då uppfördes runt många städer höga staket med tullstationer vid de större in- och utfartsvägarna. Beträffande Stockholm flyttades tullstaketet under sin aktiva tid (1622-1810) successivt utåt i takt med stadens expansion. Begreppet Staden inom tullarna brukar då avse tullarna som de låg i slutet av denna period.
Till stadsdelarna inom tullarna brukar räknas Gamla stan, Kungsholmen, Långholmen, Norrmalm,  Riddarholmen, Skeppsholmen, Södermalm, Vasastaden, Östermalm samt Djurgårdsstaden på Djurgården. De stadstullar, som ännu lever kvar i form av lokala områdesnamn, är bland annat Danvikstull, Skanstull, Hornstull, Norrtull, och Roslagstull. Staden inom tullarna består av tät bebyggelse och, med få undantag, klassisk kvartersindelning och rätlinjiga gator. Detta område kan ibland även kallas stenstaden eller kvartersstaden. 
Med stadsbyggnadsprojektet Hammarby sjöstad var det första gången på länge som staden gjorde ett aktivt försök att bygga innerstad utanför tullarna.

### Utvidgad användning
På grund av sin attraktivitet som bostadsort används begreppet Innerstaden ibland något oegentligt av byggherrar och mäklare även vid marknadsföring av nya bostadsprojekt något utanför området, till exempel delar av det så kallade Halvcentrala bandet.

## Stadsdelar
Innerstaden består av 21 stadsdelar, grupperade i tre stadsdelsområden:
Inom Kungsholmens stadsdelsområde:
- Fredhäll
- Kristineberg
- Kungsholmen
- Marieberg
- Lilla Essingen
- Stadshagen
- Stora Essingen

Inom Norra innerstadens stadsdelsområde:
- Djurgården
- Hjorthagen
- Gärdet
- Norra Djurgården
- Norrmalm
- Skeppsholmen
- Vasastaden
- Östermalm

Inom Södermalms stadsdelsområde:
- Gamla stan
- Långholmen
- Reimersholme
- Riddarholmen
- Södermalm
- Södra Hammarbyhamnen (Hammarby Sjöstad)

## Församlingar
Följande av Svenska kyrkans församlingar ligger inom Inre staden:
- Stockholms domkyrkoförsamling
- S:t Johannes församling
- Adolf Fredriks församling
- Gustav Vasa församling
- S:t Matteus församling
- Engelbrekts församling
- Hedvig Eleonora församling
- Oscars församling
- Maria Magdalena församling
- Högalids församling
- Katarina församling
- Sofia församling
- Västermalms församling
- Hovförsamlingen (icke-territoriell)
- Tyska församlingen (icke-territoriell)
- Finska församlingen (icke-territoriell)

## Domsagor
Sedan 2007 är det bara innerstaden i Stockholm som ingår i Stockholms domsaga, plus Lidingö kommun, medan Västerort lyder under Solna tingsrätt och Söderort under Södertörns tingsrätt.

## Demografi
År 2017 hade Stockholms innerstad 346 538 invånare, varav cirka 17,2 procent är utrikes födda respektive cirka 21,4 procent med utländsk bakgrund, i jämförelse med Stockholms kommun som ligger på 32,8 procent (utländsk bakgrund). De tre vanligaste födelsekontinenterna för personer med utländsk bakgrund år 2017 var Europa (Norden utom Sverige, EU utom Norden, Europa utom EU) (54,1 procent) följt av Asien (27,2 procent) och Sydamerika (6,1 procent).

## Postort
Hela Innerstaden har Stockholm som postort. Postortsnamnet används dessutom för några mindre områden i Söderort. Se vidare Stockholm (postort).